# Tillandsia inopinata
Tillandsia inopinata är en gräsväxtart som beskrevs av Espejo, López-ferr. och Walter Till. Tillandsia inopinata ingår i släktet Tillandsia och familjen Bromeliaceae. Inga underarter finns listade i Catalogue of Life.